# Nos gestes climat
Pour les articles homonymes, voir NGC.
Nos Gestes Climat est un calculateur disponible en ligne, qui permet au particulier d'évaluer ses émissions de gaz à effet de serre et son empreinte eau (depuis selon les réponses données à un questionnaire à choix multiple. Il permet ainsi à tout particulier d'évaluer sa participation au réchauffement climatique, dans chaque domaine de sa vie. 
Conçu en 2020par l'incubateur de l'ADEME, l'outil reprend l'idée et le modèle de calcul ouvert sous forme d'un tableur du simulateur MicMac d'Avenir Climatique, lui-même issu d'une lignée de calculateurs français d'empreinte climat personnelle.

## Historique
- L'outil personnel ClimAct, premier outil du genre, développé dans le cadre du Défi pour la Terre (ADEME & Fondation Nicolas-Hulot), a été mis en ligne en mai 2005.
- Le site BilanCarbonePersonnel.org a été mis en ligne le 27 octobre 2007 sous l'impulsion de Jean-Marc Jancovici. Le calculateur prend en compte, « des achats de chaussures aux vacances au ski, en passant par le chauffage et les biftecks »[4].
- Le site Ecolomètre[5] est lancé en 2009. Il permet de faire un suivi de sa consommation (énergie, distance parcourue, eau...), convertit en émissions de gaz à effet de serre sur le tableau de bord.
- Le site CoachCarbone, plateforme internet conçue par l'Agence de l'Environnement et de la Maîtrise de l'Energie (ADEME) et la Fondation pour le Nature et l'Homme, a été mis en ligne en 2010[6]. En 2018, il n'était plus actif.
- En 2013, l'association SoliCités, via son espace info-énergie, développe un bilan carbone personnel en version papier, "Carbone à ras", où la masse de gaz à effet de serre est représenté par des surfaces plus ou moins grandes. L'association Avenir Climatique continue à faire vivre cet outil[7], utilisé par d'autres espaces info énergie[8].
- En 2014, un nouveau calculateur[9] est mis en ligne par les associations Avenir Climatique et TaCa, en version tableur et en version en ligne.
- En 2019, les applications Carbo et Greenly créent des calculateurs d'empreinte carbone basés directement sur les transactions bancaires pour permettre à chacun de réaliser plus facilement son bilan carbone personnel[10].
- En 2020, l'ADEME et l'Association Bilan Carbone mettent en ligne un nouveau calculateur simplifié "Nos Gestes Climat"[11], qui s’appuie sur le calculateur MicMac pour proposer un calculateur simple, ouvert, réutilisable, au code libre (modèle de calcul[12] comme interface Web[13]). Le calculateur a l'ambition de proposer des actions concrètes.

Depuis septembre 2024, Nos gestes climat permet d'évaluer — en plus des émissions de gaz à effet de serre — l'empreinte eau du répondant.

## Description
Avec, de préférence, l'aide de ses factures annuelles de gaz, d'électricité, ses kilométrages (approximatifs) automobile et avion (le site fournit en lien un calculateur de distances ville à ville pour le monde entier), et avec en mémoire sa consommation d'aliments, de produits et de services, le site propose de connaître les moindres détails de ses propres émissions de gaz à effet de serre (y compris le méthane émis par l'élevage des animaux que l'on consomme).
Le site permet d'abord, si on le souhaite, de créer un pseudo pour sauvegarder ses informations, ce qui est utile si l'on souhaite corriger ensuite certaines de ses émissions pour par exemple comparer l'efficacité potentielle des efforts que l'on projette…

### Questionnaire
Le questionnaire se décompose en quatre parties, qui, pour un Français moyen, correspondent chacune à un quart des émissions de gaz à effet de serre :
- Logement(s) (comprenant surfaces, consommation d'énergie et équipement)
- Transports (comprenant voiture(s), deux-roue(s), vol(s) en avion(s), transports en commun, avec pour chacun les kilométrages approximatifs à entrer)
- Alimentation (Quantités de viande, poisson, laitages, fruits, dont exotiques, légumes, boissons)
- Consommation (équipements technologiques, fournitures diverses, meubles, habillement, loisirs)

Note: Pour le chauffage, il n'y a pas de saisie "zone Québec" comme indication géographique du logement dans le calculateur, car il a été pensé pour la France métropolitaine, mais cela n'a pas beaucoup d'importance si l'on connaît ses kWh de gaz, fioul ou bois, à entrer dans les cases correspondantes au questionnaire.

### Résultat du calculateur
Le résultat du calculateur présente un graphique en couleurs, avec une marge d'incertitude calculée pour chacune des 4 parties, et des couleurs en dégradés pour chaque sous-partie.
La précision des résultats permet à chacun d'identifier les postes de forte émission, ainsi que de connaître précisément l'efficacité de ses efforts écologiques en comparaison, par exemple, de ses voyages en avion, de sa consommation de viande rouge (très émettrice de gaz à effet de serre), etc.
La barre rouge dans le résultat du test est la barre à ne pas dépasser, par tous les humains pour arrêter d'accélérer le réchauffement climatique…

### Statistiques
En octobre 2024, le site enregistre près de 175 000 visites et 900 simulations. Depuis sa création, ce sont plus de 6,5 millions de visites de 2 millions de simulations qui ont été enregistrées.

## Calculateurs similaires
D'autres initiatives du même type existent dans le monde, comme au Royaume-Uni avec le site Actonco2 ou aux États-Unis avec le site "Personal Emissions Calculator" mais ils sont très modestes, incomplets, et les quelques émissions qu'ils calculent ne concernent que le CO2 : 
- Le site américain  Personal Emissions Calculator[17] ne calcule que les émissions de CO2 (alors qu'il prétend, dans son introduction, calculer les "émissions de gaz à effet de serre") en provenance seulement de l'habitat et de l'utilisation de la voiture mais ne prend pas du tout en compte les émissions en provenance de l'alimentation (et notamment la viande), ni ceux provenant des achats d'équipements technologique (ordinateurs, TVs, hi-fi, appareils photos, portables, etc.), ni ceux provenant des voyages en avions… Ainsi, ce qui prétend être un calculateur d'émissions personnel ne prend qu'une partie inférieure à la moitié des émissions réelles d'un particulier… (Car les émissions induites par l'alimentation et les Consommations de la vie quotidienne représentent déjà la moitié des émissions)
- Le site anglais "Actonco2"[16], lui, calcule un peu plus en détail la partie logement et transports, et calcule vaguement les émissions de CO2 des voyages en avions (mais pour l'avion il est nécessaire de tenir compte d'autres gaz) et ne calcule pas non plus la partie essentielle de l'alimentation, ni celle de la consommation générale (fournitures diverses, meubles, habillement, loisirs) en dehors des ordinateurs. Ainsi, ce calculateur de CO2 ne prend probablement en compte qu'une partie légèrement supérieure à la moitié des émissions réelles d'un particulier…

En France, le cabinet de conseil Carbone 4 au travers de son outil MyCO2 et 2tonnes au travers de son atelier participatif, proposent également leurs calculateurs d'empreinte carbone, sous forme d'ateliers en présence ou en vision-conférence. 
L'association Nos vies bas carbone propose une version papier de cette idée de calculateur d'empreinte climat où les largeurs des feuilles en carton épinglées sur un fil à linge représentent physiquement l'empreinte des postes principaux de notre mode de vie. Nos vies bas carbone a été sélectionné pour former 25 000 fonctionnaires en 2023.
Le bilan carbone personnel permet de prendre en compte tous les aspects de la vie d'un particulier, et en détail, pour calculer non seulement les émissions de CO2, mais de tous les gaz à effet de serre, et ce avec une marge d'incertitude calculée pour chaque partie. Il permet au particulier d'avoir une vision globale de sa participation au réchauffement climatique.